# Билялетдинов, Динияр Ринатович
Диния́р Рина́тович Билялетди́нов (тат. Динияр Ринат улы Биләлетдинов, Diniər Rinat  Bilaletdinov; род. 27 февраля 1985, Москва, СССР) — российский футболист, полузащитник; тренер. Заслуженный мастер спорта России (25 декабря 2008). Обладатель премии «Первая пятёрка» 2005 года и бронзовый призёр чемпионата Европы 2008 года.
Начинал профессиональную карьеру в московском «Локомотиве», за который играл в течение пяти лет. В 2009 году перешёл в английский «Эвертон» и, проведя в составе «ирисок» 77 матчей, в 2012 году был куплен «Спартаком», но не смог закрепиться в московской команде и после аренды в «Торпедо» и «Анжи» присоединился к казанскому «Рубину» в статусе свободного агента. В 2017 году покинул клуб.
С 2018 года на профессиональном уровне не выступает, хотя официально о завершении карьеры не объявлял.
В период с 2005 по 2012 год выступал за сборную России, участвовал в её составе на чемпионате Европы 2008 года.

## Биография
Родился 27 февраля 1985 года в Москве. Отец — Ринат Билялетдинов, советский и российский футболист, полузащитник, российский тренер, мастер спорта СССР (1983), заслуженный тренер России (2010). Мать — Аделия Абдулахатовна Билялетдинова, по профессии акушер-гинеколог. Есть два брата: старший Марат и младший Даниль. В раннем детстве Динияр не проявлял особого интереса к футболу, но после переезда семьи в Ярославль стал к нему неравнодушен. В 1993 году Билялетдиновы стали испытывать финансовые проблемы, и отцу предложили контракт с чешским клубом. Семья переехала в Уничов. Там Динияр продолжил заниматься футболом, играя с ребятами, которые были на два года его старше. В течение жизни в Чехии он не учился в школе, так как программа обучения была очень слабой и ему она была неинтересна. В 1994 году отец принял решение вернуться в Россию, а сына отдал в футбольную школу МИФИ («ГПЗ-1»). В 15 лет Динияр перешёл в юношескую команду московского «Локомотива», где тренером стал как раз его отец. Помимо игры за «железнодорожников» он учился на факультете автомобилестроения Московского государственного индустриального университета.

### Личная жизнь
Динияр окончил факультет автомобилестроения Московского государственного индустриального университета. По состоянию на 2021 год был одним из совладельцев автосалона в Москве. С 11 июня 2011 года женат, супруга Мария Позднякова — экс-танцовщица из группы поддержки баскетбольного клуба ЦСКА. По образованию Мария — PR-агент. В ночь на 21 марта 2012 года Динияр стал отцом, у них родился сын Тимур. 15 сентября 2013 года родился второй сын Марсель.
Билялетдинов хорошо рисует и танцует. Из музыкальных жанров предпочитает рэп. По словам матери футболиста, Динияр очень хозяйственный человек.
В настоящее время[какое?] Билялетдинов часто[уточнить] выступает в качестве эксперта на спортивных телеканалах и в газетах.
6 февраля 2012 года был официально зарегистрирован как доверенное лицо кандидата в Президенты РФ и действующего президента Владимира Путина.
28 сентября 2022 года отец спортсмена сообщил о получении его сыном повестку из военкомата, связанной с призывом по мобилизации. Отсрочек от мобилизации для спортсменов или тренеров не предусмотрено, их должны призывать на общих основаниях. На следующий день сообщил о посещении военкомата, по итогам которого только обновил документы.

## Клубная карьера

### «Локомотив»

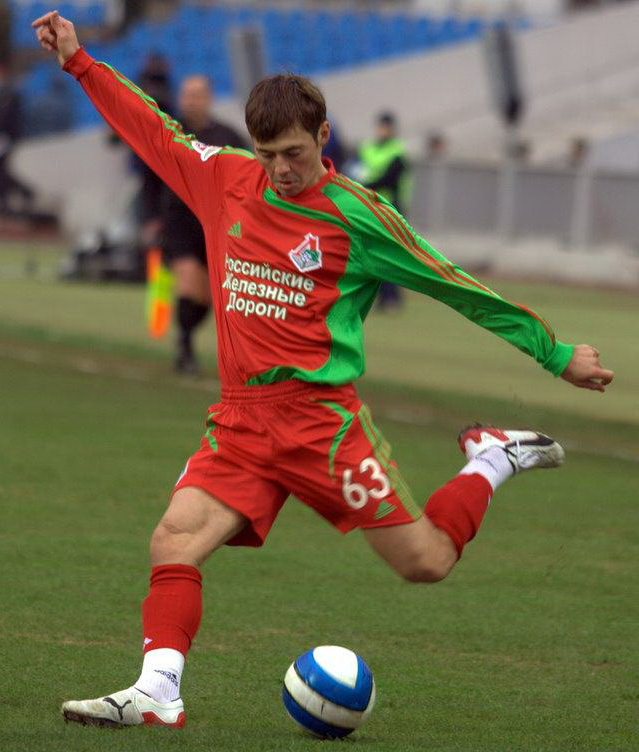
Билялетдинов в 2007 году

После окончания школы Билялетдинов попал в дубль «Локомотива», где долгое время не выходил в основном составе. Но несмотря на это, главный тренер юношеской сборной России Равиль Сабитов постоянно приглашал полузащитника в состав национальной команды. В сезоне 2002 Динияр сыграл 5 матчей за «железнодорожников» в турнире дублёров. Следующий год был более удачным для игрока: он стал регулярно играть за дубль и тем самым привлёк внимание главного тренера основной команды «Локомотива» Юрия Сёмина. В феврале он был заявлен «железнодорожниками» на чемпионат России 2003. 15 июля Динияр был впервые включен в число запасных для участия в игре против ЦСКА. Но Билялетдинов всё же оставался игроком дублирующей команды и сыграл за неё 17 матчей, а также отличился тремя забитыми голами. В ноябре был включен «Локомотивом» в заявку клуба на Лигу чемпионов.
28 февраля 2004 года Билялетдинов дебютировал за основной состав «Локомотива» в матче кубка России против «Химок». Ровно через месяц, 28 марта, сыграл первый матч за клуб в чемпионате России, соперником «железнодорожников» в котором было московское «Торпедо». В той игре полузащитник забил свой первый гол в карьере и тем самым принёс «Локомотиву» ничью. 17 июля в игре против «Зенита» он отдал голевые передачи Дмитрию Сычёву и Руслану Пименову. Матч завершился со счётом 2:0 в пользу «железнодорожников». 14 августа Билялетдинов стал лучшим игроком принципиального матча «Локо» против московского «Спартака», оформив дубль и сделав голевую передачу. В 24-м туре в матче против ЦСКА он опять отметился голевым пасом на Дмитрия Лоськова. Гол Лоськова оказался победным, и «железнодорожники» благодаря положительному исходу матча смогли включиться в борьбу за чемпионство. Несмотря на то, что за три игры до конца турнира «Локомотив» отставал от идущих первыми «армейцев» на три очка, клуб смог победить в оставшихся поединках и взять золотые медали. В последнем и решающем для «Локомотива» матче розыгрыша против ярославского «Шинника» Динияр забил победный гол, который окрестили «золотым». Всего за сезон сыграл 28 матчей в чемпионате и кубке России и получил премию «Первая пятёрка».
Начало следующего сезона для Билялетдинова вышло безголевым, но затем Динияр набрал хорошую физическую форму, оформив четырёхматчевую голевую серию. Первый гол в чемпионате полузащитник забил в 12-м туре, поразив ворота владикавказской «Алании». Затем он дальним ударом принёс «Локомотиву» победу в противостоянии с «Крыльями Советов», а после поучаствовал в разгроме «Терека». 9 июля в дерби со «Спартаком» Билялетдинов сначала отдал голевую передачу Сычёву, а затем и сам отличился голом, который впоследствии стал победным. Газета «Спорт-Экспресс» после того матча дала Динияру прозвище «маленький Зидан». Главный тренер сборной России Юрий Сёмин не оставил успехи игрока без внимания, и в начале августа Динияр был вызван «под знамёна» национальной команды. 28 августа он оформил дубль в матче чемпионата против «Амкара», и его голы помогли команде победить со счётом 4:3, а через месяц, 29 сентября, в добавленное время принёс «Локомотиву» победу над норвежским «Бранном» в первом раунде Кубка УЕФА 2005/06. По версии «Спорт-Экспресса» Динияр стал пятым в чемпионате по сумме голов и голевых передач. Также вошёл в список 33 лучших игроков чемпионата. За сезон сыграл 41 матч и забил 9 голов во всех турнирах.
Следующий сезон не был таким результативным для Билялетдинова, как предыдущий: в 29 матчах чемпионата полузащитник забил 3 гола. За некоторое уменьшение результативности футболиста Виктор Понедельник раскритиковал тогдашнего тренера «Локомотива» Славолюба Муслина. Но несмотря на это, в октябре 2006 года он был включён в число ста лучших футболистов Европы по версии журнала «World Soccer», а в конце сезона вошёл в список 33-х лучших игроков РФПЛ. «Железнодорожники» по итогам сезона заняли третье место в РФПЛ, хотя по ходу чемпионата долгое время лидировали и не проигрывали. В декабре появились слухи о переходе Билялетдинова в петербургский «Зенит», но они не подтвердились.
В декабре 2006 года у «Локомотива» сменился тренер — новым наставником команды стал Анатолий Бышовец. Первый гол в сезоне 2007 полузащитник забил 14 апреля 2007 года в матче против «Химок», который стал для «Локомотива» победным в той игре. Далее последовала встреча в рамках Кубка России с московским «Динамо», в котором Билялетдинов открыл счёт. Матч закончился со счётом 4:0, и «железнодорожники» прошли в полуфинал турнира. 2 мая клуб встретился в полуфинале со «Спартаком» и уже в первой игре обеспечил комфортное преимущество, выиграв на своём поле со счётом 3:0. Билялетдинов также отличился в том матче. 19 мая «Локомотив» в рамках чемпионата встретился с «красно-белыми» и опять победил, благодаря забитым мячам Сычёва и Билялетдинова. Через неделю «железнодорожники» выиграли Кубок России, обыграв «Москву» в дополнительное время 1:0. Динияр отыграл все 120 минут игры. Летом из «Локомотива» ушёл многолетний капитан Дмитрий Лоськов, и именно Билялетдинов был выбран командой новым капитаном. В сентябре начался розыгрыш Кубка УЕФА. «Локомотив» стартовал в турнире с первого раунда. В нём «железнодорожникам» противостоял норвежский «Мидтьюлланн». Билялетдинов отметился голами, как в домашней встрече, так и на выезде, и помог своей команде выйти в групповой этап. 25 октября в игре Кубка УЕФА против «Атлетико Мадрид» полузащитник снова отличился забитым голом и помог «Локо» сыграть вничью 3:3. 3 ноября в 29-м туре чемпионата России в матче против «Крыльев Советов» Билялетдинов за грубую игру получил первую в карьере красную карточку и был дисквалифицирован на три матча. 2007 год получился не самым удачным для «Локомотива»: клуб занял лишь седьмое место в РФПЛ, а Билялетдинов сыграл в ней 28 матчей и забил 3 гола. По итогам чемпионата он также вошёл в список 33-х лучших игроков РФПЛ.

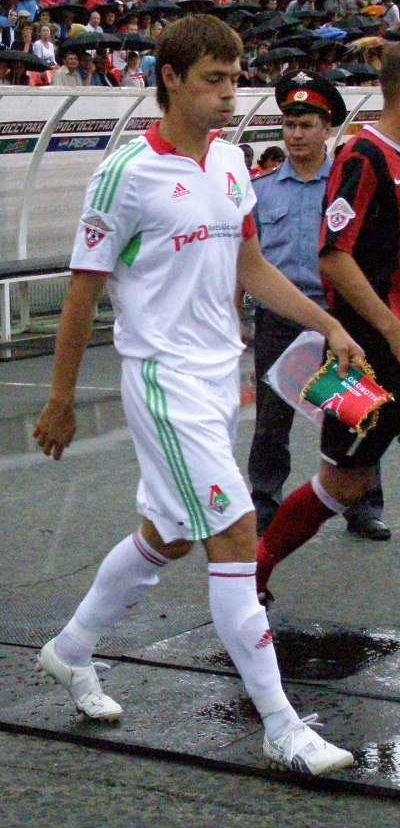
Билялетдинов с капитанской повязкой. 2009 год

Билялетдинов пропустил первый матч чемпионата России 2008 года из-за прошлогодней дисквалификации и должен был пропустить и встречу второго тура с «Шинником». Но контрольно-дисциплинарный комитет (КДК) РФПЛ сократил дисквалификацию для полузащитника до двух игр, и он принял участие в матче с ярославской командой. Это вызвало удивление у соперников, переполох у репортеров и недоумение у болельщиков из-за того, что КДК не опубликовал информацию об уменьшении срока. 5 апреля Динияр забил в ворота «Сатурна» свой первый гол в сезоне, тем самым сравняв счёт в игре. А на 85-й минуте Дмитрий Сычёв принёс «Локомотиву» победу. В следующем туре «железнодорожники» победили «Терек» со счётом 2:0, а затем последовали две игры, в которых команда не забила ни одного гола. Однако в следующем матче против «Луча-Энергии» Билялетдинов оформил дубль. Счёт 2:0 оставался на табло вплоть до 80-й минуты, но сначала Георгий Базаев отыграл один мяч, а далее Александр Тихоновецкий реализовал пенальти и сравнял счёт. В следующих двух матчах полузащитник также отличился забитыми голами. Затем Динияр был вызван в сборную для участия в чемпионате Европы 2008 года и сыграл на нём все матчи. В июле, после паузы на игры национальной команды, «Локо» не мог победить четыре игры подряд, а Билялетдинов в них отметился двумя голами: во встречах с «Динамо» и «Спартаком», причём мяч в ворота «красно-белых» принёс «железнодорожникам» ничью. Но в оставшихся играх чемпионата России «Локомотив» выступал нестабильно, чередуя победы и поражения, и в этом болельщики клуба обвиняли Билялетдинова, который, по их мнению, не был лидером команды и не заслуживал капитанской повязки. Но всё же сезон 2008 года оказался самым результативным для Динияра в карьере — в 26 матчах чемпионата он забил девять голов, а также четвёртый раз подряд вошёл в список 33-х лучших игроков РФПЛ.
Следующий сезон стал последним для Билялетдинова в «Локомотиве». Начало сезона для полузащитника выдалось нерезультативным: ни одного гола в первых пяти матчах. В шестом туре, 26 апреля 2009 года, он сломал малую берцовую кость и вернулся на поле 12 июля в матче против «Томи». Вообще, на игрока обрушился шквал критики за снижение требований к себе, что отмечали тренер Николай Писарев и футбольный агент Деннис Лахтер. Но Олег Артёмов сказал, что Билялетдинову нужно сменить клуб для приобретения мотивации. Но затем в команду пришёл Юрий Сёмин, и полузащитник начал набирать форму. Первый мяч в сезоне Динияр забил 25 июля, открыв счёт в игре против московского «Динамо» на 70-й минуте. Но этого не хватило для победы, так как вскоре Кержаков сравнял счёт. В следующем матче против «Ростова» полузащитник снова забил гол, а «Локомотив» победил со счётом 2:0 и прервал четырёхматчевую безвыигрышную серию. 16 августа Билялетдинов забил свой последний мяч за «железнодорожников», отличившись в конце первого тайма игры против ЦСКА. В том матче «Локо» победил со счётом 2:1. Через неделю игрок сыграл последнюю игру за клуб против «Зенита». 25 августа 2009 года перешёл в английский клуб «Эвертон», который следил за футболистом на протяжении полутора лет. Контракт Динияра был подписан на 5 лет, а сумма трансфера составила 9 млн фунтов.
За «Локомотив» Билялетдинов сыграл 185 матчей и забил 38 голов во всех турнирах.

### «Эвертон»

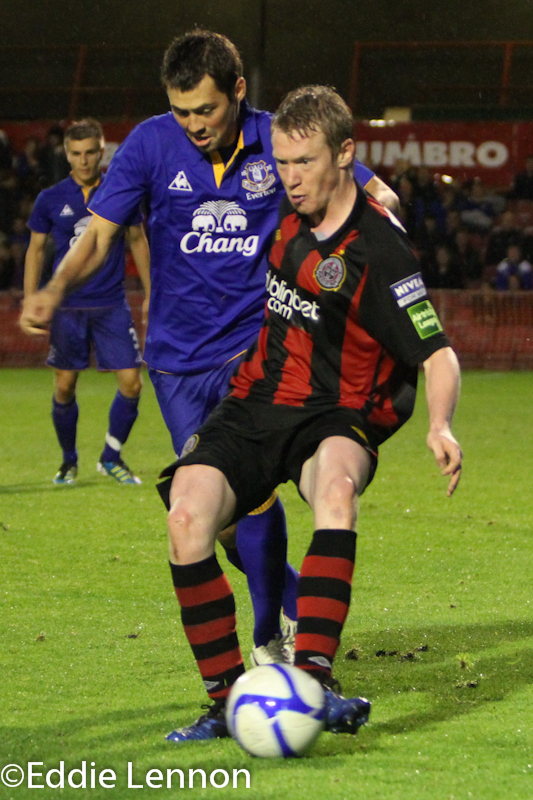
Динияр Билялетдинов (слева) в «Эвертоне»

Первый матч за «Эвертон» Билялетдинов сыграл 30 августа 2009 года в четвёртом туре чемпионата, выйдя на поле на 89-й минуте встречи с «Уиган Атлетик». Следующую игру полузащитник провёл 17 сентября в рамках Лиги Европы против «АЕКа» и отметился в ней тремя голевыми передачами. Далее следовал матч Кубка английской лиги против «Халл Сити» и в нём Билялетдинов сделал два ассиста. В следующей встрече игрок сделал очередной голевой пас. Но хорошая результативность не давала Динияру постоянного места в составе на игры чемпионата из-за высокой конкуренции. 17 октября Билялетдинов на 88-й минуте встречи «Вулверхэмптон Уондерерс» забил дебютный гол за «Эвертон» и спас свою команду от поражения. Уже в следующей игре премьер-лиги против «Астон Виллы» полузащитник открыл счёт в матче после скидки Якубу Айегбени, но на 87-й минуте получил красную карточку. Встреча завершилась со счётом 1:1. Билялетдинов постепенно адаптировался в Англии и к концу года стал ключевым игроком «Эвертона». Также для полузащитника была удобна комбинационная игра, которую демонстрировала команда. 20 февраля 2010 года в матче против «Манчестер Юнайтед» забил гол с дальней дистанции, который позже был номинирован на лучший гол сезона в клубе. Но затем Билялетдинов перестал попадать в основной состав и вышел на поле с первых минут впервые с матча с «Манчестером» 4 апреля во встрече против «Вест Хэм Юнайтед». В ней он отличился голом, который помог «Эвертону» сыграть с соперником вничью. В последнем матче сезона с «Портсмутом» Динияр забил победный гол с дальней дистанции. Дэвид Мойес назвал этот мяч лучшим голом года. Всего за сезон Билялетдинов сыграл 33 матча и забил 7 голов во всех турнирах.
Сезон 2010/2011 Билялетдинов начал не самым лучшим образом, прочно осев на скамейке запасных. К декабрю полузащитник сыграл 11 игр из 16. Причём, из 11 игр всего в трёх Билялетдинов выходил в основном составе. Шанс вернуться в основу предоставился Билялетдинову в январе после ухода из команды Стивена Пинара. 22 января 2011 года Динияр открыл счёт своим голам в сезоне 2010/2011 в матче против «Вест Хэма», а 5 февраля отдал и первую голевую передачу в сезоне в матче с «Блэкпулом». 9 апреля забил красивый гол в девятку, поразив ворота «Вулверхэмптона». Больше результативными действиями в сезоне Динияр не отличался, а 14 мая в 37-м туре во встрече с «Уиганом» получил прямую красную карточку через пять минут после выхода за грубую игру на поле и был дисквалифицирован на три матча. Всего за сезон футболист провёл 32 матча и забил 2 гола во всех турнирах.
В начале сезона 2011/2012 Билялетдинов часто оставался на скамейке запасных, но в декабре травму получил конкурент россиянина за место в составе Леон Осман и полузащитник провёл следующие три матча в основном составе. Но он был слишком пассивен на поле и после восстановления Османа снова оказался в резерве. В декабре Билялетдинов выразил желание сменить клуб, так как остро нуждался в игровой практике перед чемпионатом Европы 2012 года. 14 января 2012 года он провёл последний матч за «Эвертон», соперником «ирисок» в котором была «Астон Вилла». Игроком интересовались «Рубин» и «Спартак». 23 января 2012 года московский клуб сообщил о достигнутой договорённости с «Эвертоном» по переходу Динияра, предполагаемая сумма трансфера составила по разным данным от 2 до 6,7 млн евро. Владелец «Спартака» Леонид Федун заявил, что сумма трансфера за Динияра составила 6,5 млн евро.
Для Билялетдинова период игры за «Эвертон» вышел неоднозначным. Он чередовал хорошую игру с борьбой за место в составе и полностью не раскрыл свой потенциал в Английской Премьер-лиге.

### «Спартак»

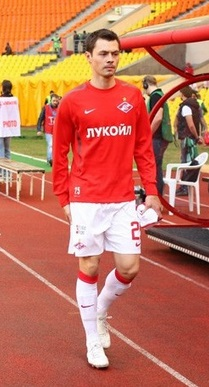
Билялетдинов перед матчем с ЦСКА 28 апреля 2012 года

29 января подписал со «Спартаком» долгосрочный контракт. Позже игрок написал в своём твиттере, что будет выступать под номером «25». 31 января был представлен в форме «Спартака». 5 марта дебютировал за «Спартак» в чемпионате России в игре против «Рубина». Но уже 25 марта в игре против «Динамо» Билялетдинов сломал вторую плюсневую кость стопы и пропустил из-за травмы месяц. Полузащитник вернулся на поле 28 апреля в игре против ЦСКА. 6 мая во встрече с «Зенитом» забил свой первый мяч за «Спартак», тем самым сравняв счёт в игре. Несмотря на то, что на 82-й минуте Сергей Семак вывел команду соперника вперёд, «красно-белые» сумели забить два гола до окончания основного времени и выиграли важный с точки зрения борьбы за второе место матч. В последнем туре «Спартаку» противостоял бывший клуб Динияра — «Локомотив». На протяжении всего матча игрок действовал вдохновенно, сделал голевую передачу, а его команда победила со счётом 2:0 и смогла взять серебряные медали чемпионата, дающие право играть в Лиге чемпионов. Всего за сезон Билялетдинов сыграл 8 матчей и забил 1 гол в РФПЛ.

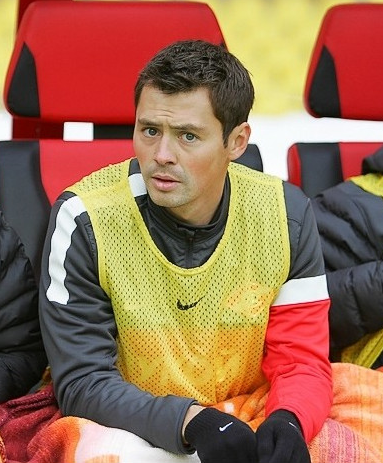
Билялетдинов в 2013 году.

Следующий сезон футболист начал в качестве игрока основного состава. В июне в «Спартак» пришёл новый тренер Унаи Эмери, который, по словам известного советского полузащитника Валерия Маслова, «сумел вернуть Билялетдинову вкус к хорошему футболу». 5 августа забил первый гол в сезоне в матче против московского «Динамо». Но уже в следующей принципиальной встрече против «Зенита» на 61-й минуте при счёте 2:0 в пользу соперников «Спартака» Билялетдинов не реализовал пенальти, а игра завершилась победой «Зенита» 5:0. В сентябре полузащитник получил травму приводящей мышцы и сначала пропустил матч против «Ростова». Но восстановившись от повреждения, он стал всё больше оставаться на скамейке запасных или вообще не попадать в заявку на игры Лиги чемпионов и чемпионата России. Вернулся Билялетдинов на поле 20 октября во встрече против «Анжи» и сразу же отметился голом, который, правда, не помог «красно-белым» набрать очки. Через три дня в игре против лиссабонской «Бенфики» в рамках Лиги чемпионов УЕФА он отличился голевой передачей, а «Спартак» победил со счётом 2:1. После матча главный тренер москвичей Унаи Эмери сказал:
Билялетдинов в принципе довольно хорошо начал сезон, потом по ряду причин, сейчас мы их обсуждать не будем, не имел регулярной практики и выпал из игры. Могу подчеркнуть тот факт, что я Билом доволен полностью, на все сто процентов. Он из тех футболистов-профессионалов, которые несмотря на то играет он или нет, всегда в тяжёлые моменты и в серьёзных матчах могут выйти, помочь и проявить себя. Это часть профессионализма, это должно быть присуще каждому футболисту»
 27 октября уже в чемпионате России во встрече с «Мордовией» Билялетдинов отметился голом и голевым пасом. После матча игрок признался, что место в составе ему пришлось завоёвывать заново. Журналисты отмечали хорошее взаимодействие атакующей тройки «Спартака» — Билялетдинова, Хосе Хурадо и Джано Ананидзе. Но в ноябре у Диняира случился рецидив травмы паха, и он выбыл из строя до конца года. Но 26 ноября пост главного тренера вместо Уная Эмери занял Валерий Карпин. Впоследствии игрок скажет, что после ухода испанца атмосфера в команде была просто невыносимой. После отпуска Бияллетдинов приехал на сбор команды с лишним весом и новый наставник заставил полузащитника платить штраф, хотя по словам игрока такое незначительное превышение нормы для него — норма. До окончания сезона Динияр сыграл лишь 3 матча в чемпионате. Позже футболист рассказывал, что такое малое количество игрового времени ему было предоставлено из-за плохого отношения к нему со стороны Карпина. Всего за сезон Билялетдинов сыграл 19 матчей и забил 3 гола.
В следующем сезоне Билялетдинов редко попадал в основной состав «Спартака» и сыграл осенью лишь два матча. Позже в интервью игрок высказался по этому поводу: «Мне нравилось, как обстояли дела при Эмери <…> Потом операция, три месяца восстановления и целый год с Карпиным. Этот маринад. И потом понял, что не может так продолжаться, потому что год с лишним вообще ничего не было». Некоторые журналисты говорили, что пик в карьере Динияра уже пройден, а 77 % из 9380 опрошенных посетителей сайта «Спорт-Экспресс» считали, что полузащитник уже не сможет вернуться на прежний уровень игры. В начале февраля Билялетиднов перешёл в «Анжи» на правах аренды.

#### Аренды в «Анжи» и «Торпедо»

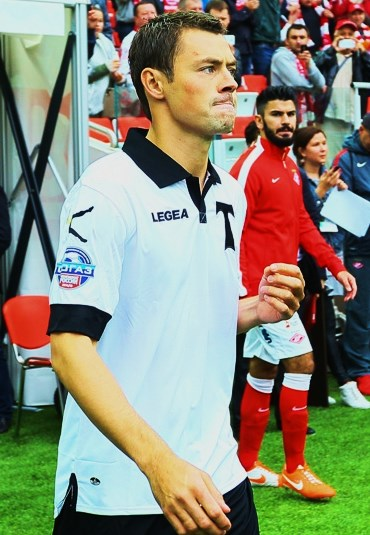
Билялетдинов в «Торпедо»

Билялетдинов дебютировал в составе «Анжи» 9 марта 2014 года в матче против казанского «Рубина». 27 апреля 2014 года впервые забил за «Анжи» в игре против «Ростова» (1:1). Этот гол прервал безголевую серию Динияра, которая длилась с 27 октября 2012 года. В следующем матче против «Терека» игрок опять отличился забитым мячом. По итогам сезона «Анжи» покинул чемпионат России, заняв последнее место в турнире. Билялетдинов за полгода сыграл 11 матчей. По словам футболиста, он мог бы выступить лучше. По окончании арендного соглашения Динияр вернулся в «Спартак», но новый тренер клуба Мурат Якин не был заинтересован в продолжении сотрудничества с полузащитником, и в прессе появились сообщения о скором уходе Билялетиднова из команды. В конце июля 2014 года появилась информация о переходе на правах аренды Динияра в турецкий «Газиантепспор». Позже Билялетдинов сказал, что договориться не получилось:
«За месяц до конца трансферного окна на меня вышли агенты из Турции, мы встретились с представителями команды, поговорили, а потом они исчезли.

Позвонили только за пару суток до конца окна с конкретным предложением. Мы взяли билеты, полетели на медосмотр, после чего опять сели за стол переговоров. И тут оказалось, что в контракте прописано много условностей и вещей, которые мы даже не обсуждали. Мы пытались договориться, но ничего не получилось».
1 сентября 2014 перешёл в московское «Торпедо» на правах аренды сроком на один год. Дебютировал за новый клуб он 14 сентября в матче против «Спартака». 20 сентябре в игре против «Уфы», выйдя на замену во втором тайме при счёте 0:1 в пользу соперников «Торпедо», полузащитник забил гол и помог «чёрно-белым» избежать поражения. Главный тренер «автозаводцев» Николай Савичев в интервью назвал Билялетдинова ключевым игроком клуба. 29 ноября в матче против «Кубани» Билялетдинов отличился забитым мячом, открыв счёт на 7-й минуте игры. Встреча завершилась со счётом 1:1. В 20-м туре, в матче против «Спартака» полузащитник не попал в основной состав, но вышел на замену на 57-й минуте и за предоставленный ему отрезок времени получил две жёлтые карточки, и был удалён с поля. По итогам сезона «Торпедо» выбыло из чемпионата России. Билялетдинов сыграл 17 матчей и забил 2 гола за сезон. Также, игрок заявил, что он хоть и связан контрактом со «Спартаком», но не видит себя в составе московского клуба.
В конце июля 2015 года московский «Спартак» и Динияр Билялетдинов расторгли контракт по соглашению сторон.

### «Рубин»

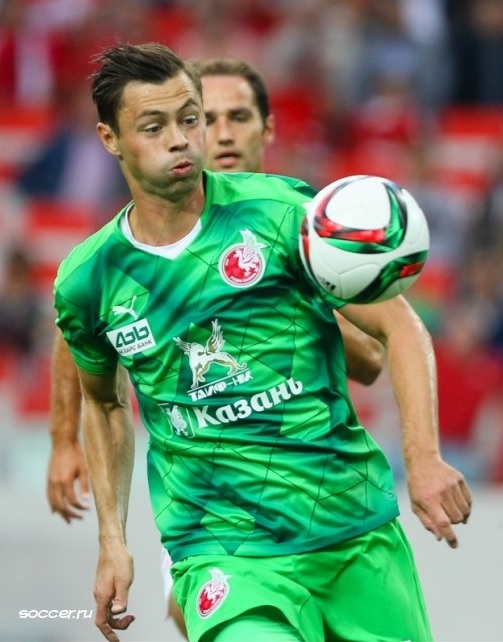
Билялетдинов в 2015 году

24 июля 2015 года подписал контракт с казанским «Рубином», которым руководил его отец Ринат Билялетдинов, однако инициатива приглашения исходила не от отца, а от руководства республики. Он сыграл свой первый матч за клуб 30 июля 2015 года в 3-м отборочном раунде Лиги Европы против «Штурма». В нём он отметился ударом по воротам, который был парирован голкипером, но после отскока Игорь Портнягин забил победный гол. 3 августа сыграл первую игру за «Рубин» в чемпионате, соперником в ней был бывший клуб Динияра «Спартак». 24 августа полузащитник наконец забил свой первый гол за клуб, поразив ворота «Зенита» (1:3). 11 сентября из команды был уволен главный тренер Ринат Билялетдинов, исполняющим обязанности стал Валерий Чалый. Уже на следующий день после отставки Динияр Билялетдинов забил гол в матче против «Локомотива», а игра завершилась победой «Рубина». Но далее новый тренер стал чаще выпускать хавбека на замену. 26 ноября в игре против «Сьона» он вышел на замену на 70-й минуте при счёте 0:0 и помог казанскому клубу забить два мяча и победить в матче. После зимнего перерыва чемпионата Билялетдинов вообще не выходил на поле, постоянно оставаясь на скамейке запасных. Сам футболист один раз высказался в социальной сети о плохих отношениях между ним и тренером Валерием Чалым. В последнем туре чемпионата Динияр всё-таки вышел на замену уже в первом тайме, но по непонятной причине был заменён в перерыве. Всего за сезон Билялетдинов сыграл 21 матч и забил 2 гола во всех турнирах.
Летом Билялетдинов получил серьёзную травму и выбыл из строя до зимнего перерыва. После восстановления от повреждения стало известно, что тренер казанцев Хави Грасия не рассчитывает на игрока. В сезоне 2016/17 он не сыграл ни одного матча, а по его окончании покинул команду в статусе свободного агента.

### «Тракай»
19 сентября 2017 года перешёл в литовский «Тракай», контракт был подписан до конца 2018 года. Билялетдинов дебютировал за новый клуб 19 сентября в игре чемпионата с «Ионавой», а 13 октября в матче с «Жальгирисом» на 34-й минуте после прострела с фланга забил первый гол за «Тракай», который принёс его команде победу. По итогам сезона клуб занял второе место и вышел в отборочный этап Лиги Европы УЕФА. В предварительном раунде именно мяч Динияра позволил команде пройти в следующий этап. «Тракай» выбыл из соревнования во втором квалификационном раунде, уступив по сумме двух матчей белградскому «Партизану». В сентябре Билялетдинов продлил контракт с клубом до конца сезона, хотя к нему проявляли интерес некоторые российские коллективы. Зимой 2019 года он покинул «Тракай», за который сыграл 39 встреч и забил 13 голов во всех турнирах.
Официально о завершении карьеры Билялетдинов не объявлял, однако после «Тракая» он не выступал на профессиональном уровне. Летом 2019 года прошёл предсезонные сборы с «Сочи», но тренер Александр Точилин принял решение не подписывать с полузащитником контракт. В июне 2021 года Билялетдинов заявил, что, скорее всего, не вернётся в большой спорт.
В 2022 году — игрок команды Медийной футбольной лиги «Наши парни».

## Карьера в сборной

### Выступления за юношескую и молодёжную сборную России

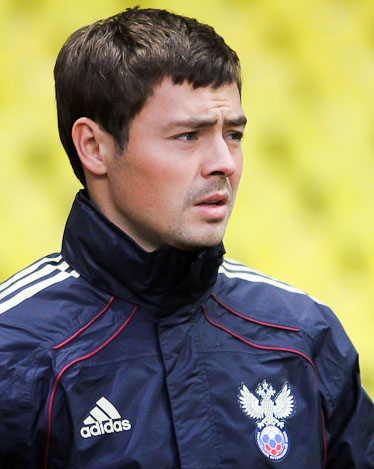
Билялетдинов в расположении сборной в 2011 году

Ещё выступая в юношеской команде «Локомотива», Билялетдинов вызывался в юношескую сборную. Первые матчи за неё он провёл в 2002 году. В следующем году полузащитник принял участие в Мемориале Гранаткина и даже отличился голом в игре против Южной Кореи. Россия заняла на турнире последнее место.
Первый матч за молодёжную сборную России Билялетдинов провёл 2 июня 2004 года против Дании. Далее Билялетдинов принимал участие в играх отборочного этапа к чемпионату Европы 2006 года. 8 октября 2004 года в матче против Люксембурга Динияр забил первый гол за молодёжную сборную. 30 марта 2005 года полузащитник оформил дубль во встрече с молодёжной командой Эстонии, а Россия победила со счётом 5:1. Всего за сборную Билялетдинов сыграл 12 матчей и забил 3 гола.

### Выступления за первую сборную России
В 2005 году благодаря хорошему выступлению Билялетдинова в матчах чемпионата России Билялетиднов, по мнению журналистов, «созрел» для вызова в главную сборную России. И в августе того же года главный тренер национальной команды Юрий Сёмин вызвал полузащитника на игру отборочного этапа чемпионата мира 2006 года с Латвией. 17 августа он дебютировал за сборную во встрече с латвийцами и сыграл достаточно неплохо. Матч закончился со счётом 1:1. Билялетдинов был вызван на все пять оставшихся игр отборочного этапа и принял участие в четырёх из них, в том числе в решающей для России встрече со Словакией, которая завершилась вничью и не дала россиянам выйти на чемпионат мира.
В начале 2006 года Билялетдинов был вызван в сборную на товарищеский матч против сборной Бразилии и принял в нём участие, выйдя на замену на 65-й минуте. Следующую игру сборная провела 27 мая, соперником в ней выступала Испания. Динияр провёл на поле 90 минут, а встреча завершилась нулевой ничьей. В сентябре начался отборочный турнир к чемпионату Европы 2008 года. Билялетдинов сыграл во всех матчах в рамках этого турнира 2006 года, а 15 ноября в игре против Македонии сделал две голевые передачи. Встреча закончилась со счётом 2:0. В следующем году полузащитник был вызван на все матчи отборочного турнира и сыграл во всех, кроме июньских игр со сборными Андорры и Хорватии, в которых он не принял участия из-за травмы. В ноябрьской встрече со сборной Израиля Билялетдинов отличился забитым голом и сравнял счёт в матче, но уже в добавленное время Омер Голан вывел израильтян вперёд и принёс своей команде победу. В следующем туре россияне победили Андорру и вышли на Евро-2008 со второго места в группе.

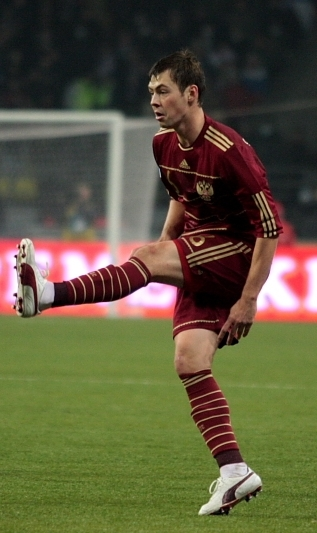
Билялетдинов в 2009 году

Билялетдинов принял участие во всех матчах перед чемпионатом Европы, а 23 мая 2008 года забил гол в игре против Казахстана. В июне стартовала финальная часть Евро. Соперниками России по групповому этапу стали сборные Испании, Греции и Швеции. В первом матче против испанцев Билялетдинов сыграл 90 минут, но ничем не смог помочь своей команде избежать поражения со счётом 4:1. Несмотря на такой результат, в следующей встрече национальной команды против Греции Динияр опять вышел в основном составе и поучаствовал в единственном голе в ворота противников. Следующий матч был решающим для сборной, и в нём она победила Швецию и вышла в 1/4 финала чемпионата Европы. Билялетдинов провёл на поле 66 минут и был заменён на Ивана Саенко. В четвертьфинале соперником России была сборная Нидерландов — один из фаворитов турнира. Динияр вышел в нём на 69-й минуте на замену при счёте 1:0 в пользу России. На 86-й минуте Руд Ван Нистелрой сравнял счёт и перевёл игру в овертайм. В нём россияне забили два гола и победили, оформив выход в полуфинал Евро. В 1/2 финала национальная команда встречалась с Испанией, проиграла 0:3 и покинула турнир. Билялетдинов вышел на замену во втором тайме и ничем примечательным не отметился.
В сентябре начался отборочный турнир к чемпионату мира 2010 года. Но Билялетдинов принял участие только в двух матчах группового этапа. Россия заняла второе место и вышла в стыковые игры за право выступать на турнире. Соперником в них стала сборная Словении. Полузащитник был вызван на обе встречи. В домашнем для россиян матче Динияр оформил дубль уже к 52-й минуте, но на 88-й минуте Нейц Печник сократил отставание в счёте. Игра закончилась со счётом 2:1. Но во второй встрече в Мариборе Россия проиграла 1:0 и не попала на ЧМ-2010 по правилу выездного гола. Билялетдинов опять же вышел на поле с первых минут, но ничем примечательным не отметился и был заменён на 77-й минуте.
В отборочном турнире к Евро-2012 Билялетдинов играл нерегулярно. Он был вызван на все игры, но принял участие лишь в пяти. Во встрече с Андоррой Динияр отметился забитым мячом, а Россия победила со счётом 6:0. Параллельно с играми отборочного этапа полузащитник играл и в товарищеских матчах. 29 февраля 2012 года во встрече с Данией Билялетдинов в последний на сегодняшний день раз вышел на поле за сборную. Динияр не попал в заявку на чемпионат Европы 2012 года из-за того, что в играх выглядел посредственно, либо сидел в запасе. Он проиграл конкуренцию на левом фланге атаки Аршавину и Кокорину. Потом игрок вызывался на игры отборочного турнира к чемпионату мира 2014, но не принял в них участие.
Всего за сборную России Билялетдинов сыграл 46 матчей и забил 6 голов.

## Стиль игры
Билялетдинов обычно играет на позициях центрального или крайнего полузащитника. Лучшие качества игрока — видение поля, стремление к импровизации, техника обращения с мячом и дриблинг. Обладает хорошим дальним ударом. Он — левша, но хорошо владеет и правой ногой. Несмотря на позицию крайнего полузащитника, Билялетдинов никогда не отличался высокой скоростью. Также из слабых сторон футболиста можно выделить игру в отборе и игру головой. По мнению корреспондента Sportbox Юрия Иванова, после перехода в «Спартак» Динияр сдал почти во всех игровых компонентах.

## Статистика

### Клубная
| Клуб             | Сезон            | Лига | Лига | Кубки | Кубки | Еврокубки | Еврокубки | Прочее | Прочее | Итого | Итого |
| Клуб             | Сезон            | Игры | Голы | Игры  | Голы  | Игры      | Голы      | Игры   | Голы   | Игры  | Голы  |
| ---------------- | ---------------- | ---- | ---- | ----- | ----- | --------- | --------- | ------ | ------ | ----- | ----- |
| Локомотив        | 2004             | 25   | 5    | 2     | 0     | 0         | 0         | 0      | 0      | 27    | 5     |
| Локомотив        | 2005             | 29   | 8    | 1     | 0     | 12        | 1         | 1      | 0      | 43    | 9     |
| Локомотив        | 2006             | 29   | 3    | 3     | 1     | 2         | 0         | 0      | 0      | 34    | 4     |
| Локомотив        | 2007             | 28   | 3    | 5     | 2     | 6         | 3         | 0      | 0      | 39    | 8     |
| Локомотив        | 2008             | 26   | 9    | 1     | 0     | 0         | 0         | 1      | 0      | 28    | 9     |
| Локомотив        | 2009             | 13   | 3    | 1     | 0     | 0         | 0         | 0      | 0      | 14    | 3     |
| Локомотив        | Итого            | 150  | 31   | 13    | 3     | 20        | 4         | 2      | 0      | 185   | 38    |
| Эвертон          | 2009/2010        | 23   | 6    | 3     | 0     | 7         | 1         | 0      | 0      | 33    | 7     |
| Эвертон          | 2010/2011        | 26   | 2    | 6     | 0     | 0         | 0         | 0      | 0      | 32    | 2     |
| Эвертон          | 2011/2012        | 10   | 0    | 2     | 0     | 0         | 0         | 0      | 0      | 12    | 0     |
| Эвертон          | Итого            | 59   | 8    | 11    | 0     | 7         | 1         | 0      | 0      | 77    | 9     |
| Спартак          | 2011/2012        | 8    | 1    | 0     | 0     | 0         | 0         | 0      | 0      | 8     | 1     |
| Спартак          | 2012/2013        | 14   | 3    | 1     | 0     | 4         | 0         | 0      | 0      | 19    | 3     |
| Спартак          | 2013/2014        | 2    | 0    | 0     | 0     | 1         | 0         | 0      | 0      | 3     | 0     |
| Спартак          | Итого            | 24   | 4    | 1     | 0     | 5         | 0         | 0      | 0      | 30    | 4     |
| Анжи             | 2013/2014        | 11   | 2    | 0     | 0     | 0         | 0         | 0      | 0      | 11    | 2     |
| Анжи             | Итого            | 11   | 2    | 0     | 0     | 0         | 0         | 0      | 0      | 11    | 2     |
| Торпедо          | 2014/2015        | 17   | 2    | 2     | 0     | 0         | 0         | 0      | 0      | 19    | 2     |
| Торпедо          | Итого            | 17   | 2    | 2     | 0     | 0         | 0         | 0      | 0      | 19    | 2     |
| Рубин            | 2015/2016        | 14   | 2    | 0     | 0     | 7         | 0         | 0      | 0      | 21    | 2     |
| Рубин            | 2016/2017        | 0    | 0    | 0     | 0     | 0         | 0         | 0      | 0      | 0     | 0     |
| Рубин            | Итого            | 14   | 2    | 0     | 0     | 7         | 0         | 0      | 0      | 21    | 2     |
| Тракай           | 2017             | 9    | 7    | 0     | 0     | 0         | 0         | 0      | 0      | 9     | 7     |
| Тракай           | 2018             | 25   | 5    | 0     | 0     | 5         | 1         | 0      | 0      | 30    | 6     |
| Тракай           | Итого            | 34   | 12   | 0     | 0     | 5         | 1         | 0      | 0      | 39    | 13    |
| Всего за карьеру | Всего за карьеру | 309  | 61   | 27    | 3     | 44        | 6         | 2      | 0      | 382   | 70    |

### В сборной
| Матчи и голы Билялетдинова за молодёжную сборную России | Матчи и голы Билялетдинова за молодёжную сборную России | Матчи и голы Билялетдинова за молодёжную сборную России | Матчи и голы Билялетдинова за молодёжную сборную России | Матчи и голы Билялетдинова за молодёжную сборную России | Матчи и голы Билялетдинова за молодёжную сборную России | Матчи и голы Билялетдинова за молодёжную сборную России |
| №                                                       | Дата                                                    | Соперник                                                | Счёт                                                    | Голы                                                    | Соревнование                                            |                                                         |
| ------------------------------------------------------- | ------------------------------------------------------- | ------------------------------------------------------- | ------------------------------------------------------- | ------------------------------------------------------- | ------------------------------------------------------- | ------------------------------------------------------- |
| 1                                                       | 31 марта 2004                                           | Болгария                                                | 0:0                                                     | -                                                       | Товарищеский матч                                       |                                                         |
| 2                                                       | 2 июня 2004                                             | Дания                                                   | 1:3                                                     | -                                                       | Товарищеский матч                                       |                                                         |
| 3                                                       | 18 августа 2004                                         | Турция                                                  | 0:0                                                     | -                                                       | Товарищеский матч                                       |                                                         |
| 4                                                       | 4 сентября 2004                                         | Словения                                                | 4:0                                                     | -                                                       | Отборочный турнир ЧЕ-2006                               |                                                         |
| 5                                                       | 8 октября 2004                                          | Люксембург                                              | 4:0                                                     | 1                                                       | Отборочный матч ЧЕ-2006                                 |                                                         |
| 6                                                       | 12 октября 2004                                         | Португалия                                              | 0:2                                                     | -                                                       | Отборочный матч ЧЕ-2006                                 |                                                         |
| 7                                                       | 16 ноября 2004                                          | Эстония                                                 | 3:0                                                     | -                                                       | Отборочный матч ЧЕ-2006                                 |                                                         |
| 8                                                       | 30 марта 2005                                           | Эстония                                                 | 5:1                                                     | 2                                                       | Отборочный матч ЧЕ-2006                                 |                                                         |
| 9                                                       | 7 июня 2005                                             | Германия                                                | 1:1                                                     | -                                                       | Товарищеский матч                                       |                                                         |
| 10                                                      | 4 июня 2005                                             | Латвия                                                  | 1:1                                                     | -                                                       | Отборочный матч ЧЕ-2006                                 |                                                         |
| 11                                                      | 12 ноября 2005                                          | Дания                                                   | 0:1                                                     | -                                                       | Отборочный матч ЧЕ-2006                                 |                                                         |
| 12                                                      | 16 ноября 2005                                          | Дания                                                   | 1:3                                                     | -                                                       | Отборочный матч ЧЕ-2006                                 |                                                         |

| Матчи Билялетдинова за сборную России | Матчи Билялетдинова за сборную России | Матчи Билялетдинова за сборную России | Матчи Билялетдинова за сборную России | Матчи Билялетдинова за сборную России | Матчи Билялетдинова за сборную России |
| №                                     | Дата                                  | Оппонент                              | Счёт                                  | Голы Билялетдинова                    | Соревнование                          |
| ------------------------------------- | ------------------------------------- | ------------------------------------- | ------------------------------------- | ------------------------------------- | ------------------------------------- |
| 1                                     | 17 августа 2005                       | Латвия                                | 1:1                                   | -                                     | Отборочные матчи ЧМ-2006              |
| 2                                     | 3 сентября 2005                       | Лихтенштейн                           | 2:0                                   | -                                     | Отборочные матчи ЧМ-2006              |
| 3                                     | 7 сентября 2005                       | Португалия                            | 0:0                                   | -                                     | Отборочные матчи ЧМ-2006              |
| 4                                     | 12 октября 2005                       | Словакия                              | 0:0                                   | -                                     | Отборочные матчи ЧМ-2006              |
| 5                                     | 1 марта 2006                          | Бразилия                              | 0:1                                   | -                                     | Товарищеский матч                     |
| 6                                     | 27 мая 2006                           | Испания                               | 0:0                                   | -                                     | Товарищеский матч                     |
| 7                                     | 16 августа 2006                       | Латвия                                | 1:0                                   | -                                     | Товарищеский матч                     |
| 8                                     | 6 сентября 2006                       | Хорватия                              | 0:0                                   | -                                     | Отборочные матчи ЧЕ-2008              |
| 9                                     | 7 октября 2006                        | Израиль                               | 1:1                                   | -                                     | Отборочные матчи ЧЕ-2008              |
| 10                                    | 11 октября 2006                       | Эстония                               | 2:0                                   | -                                     | Отборочные матчи ЧЕ-2008              |
| 11                                    | 15 ноября 2006                        | Македония                             | 2:0                                   | -                                     | Отборочные матчи ЧЕ-2008              |
| 12                                    | 7 февраля 2007                        | Нидерланды                            | 1:4                                   | -                                     | Товарищеский матч                     |
| 13                                    | 24 марта 2007                         | Эстония                               | 2:0                                   | -                                     | Отборочные матчи ЧЕ-2008              |
| 14                                    | 22 августа 2007                       | Польша                                | 2:2                                   | -                                     | Товарищеский матч                     |
| 15                                    | 8 сентября 2007                       | Македония                             | 3:0                                   | -                                     | Отборочные матчи ЧЕ-2008              |
| 16                                    | 12 сентября 2007                      | Англия                                | 0:3                                   | -                                     | Отборочные матчи ЧЕ-2008              |
| 17                                    | 17 октября 2007                       | Англия                                | 2:1                                   | -                                     | Отборочные матчи ЧЕ-2008              |
| 18                                    | 17 ноября 2007                        | Израиль                               | 1:2                                   | 1                                     | Отборочные матчи ЧЕ-2008              |
| 19                                    | 21 ноября 2007                        | Андорра                               | 1:0                                   | -                                     | Отборочные матчи ЧЕ-2008              |
| 20                                    | 26 марта 2008                         | Румыния                               | 0:3                                   | -                                     | Товарищеский матч                     |
| 21                                    | 23 мая 2008                           | Казахстан                             | 6:0                                   | 1                                     | Товарищеский матч                     |
| 22                                    | 28 мая 2008                           | Сербия                                | 2:1                                   | -                                     | Товарищеский матч                     |
| 23                                    | 4 июня 2008                           | Литва                                 | 4:1                                   | -                                     | Товарищеский матч                     |
| 24                                    | 10 июня 2008                          | Испания                               | 1:4                                   | -                                     | Финальные матчи ЧЕ-2008               |
| 25                                    | 21 июня 2008                          | Греция                                | 1:0                                   | -                                     | Финальные матчи ЧЕ-2008               |
| 26                                    | 18 июня 2008                          | Швеция                                | 2:0                                   | -                                     | Финальные матчи ЧЕ-2008               |
| 27                                    | 21 июня 2008                          | Нидерланды                            | 3:1                                   | -                                     | Финальные матчи ЧЕ-2008               |
| 28                                    | 26 июня 2008                          | Испания                               | 0:3                                   | -                                     | Финальные матчи ЧЕ-2008               |
| 29                                    | 5 сентября 2009                       | Лихтенштейн                           | 3:0                                   | -                                     | Отборочные матчи ЧМ-2010              |
| 30                                    | 14 октября 2009                       | Азербайджан                           | 1:1                                   | -                                     | Отборочные матчи ЧМ-2010              |
| 31                                    | 14 ноября 2009                        | Словения                              | 2:1                                   | 2                                     | Отборочные матчи ЧМ-2010              |
| 32                                    | 18 ноября 2009                        | Словения                              | 0:1                                   | -                                     | Отборочные матчи ЧМ-2010              |
| 33                                    | 3 марта 2010                          | Венгрия                               | 1:1                                   | 1                                     | Товарищеский матч                     |
| 34                                    | 11 августа 2010                       | Болгария                              | 1:0                                   | -                                     | Товарищеский матч                     |
| 35                                    | 3 сентября 2010                       | Андорра                               | 2:0                                   | -                                     | Отборочные матчи ЧЕ-2012              |
| 36                                    | 7 сентября 2010                       | Словакия                              | 0:1                                   | -                                     | Отборочные матчи ЧЕ-2012              |
| 37                                    | 17 ноября 2010                        | Бельгия                               | 0:2                                   | -                                     | Товарищеский матч                     |
| 38                                    | 9 февраля 2011                        | Иран                                  | 0:1                                   | -                                     | Товарищеский матч                     |
| 39                                    | 26 марта 2011                         | Армения                               | 0:0                                   | -                                     | Отборочные матчи ЧЕ-2012              |
| 40                                    | 29 марта 2011                         | Катар                                 | 1:1                                   | -                                     | Товарищеский матч                     |
| 41                                    | 7 июня 2011                           | Камерун                               | 0:0                                   | -                                     | Товарищеский матч                     |
| 42                                    | 10 августа 2011                       | Сербия                                | 1:0                                   | -                                     | Товарищеский матч                     |
| 43                                    | 6 сентября 2011                       | Ирландия                              | 0:0                                   | -                                     | Отборочные матчи ЧЕ-2012              |
| 44                                    | 11 октября 2011                       | Андорра                               | 6:0                                   | 1                                     | Отборочные матчи ЧЕ-2012              |
| 45                                    | 11 ноября 2011                        | Греция                                | 1:1                                   | -                                     | Товарищеский матч                     |
| 46                                    | 29 февраля 2012                       | Дания                                 | 2:0                                   | -                                     | Товарищеский матч                     |

Итого: 46 матчей / 6 голов; 20 побед, 14 ничьих, 12 поражений.

## Достижения
Командные
Сборная России
- Бронзовый призёр чемпионата Европы: 2008

Локомотив (Москва)
- Чемпион России: 2004
- Бронзовый призёр чемпионата России (2): 2005, 2006
- Обладатель Кубка России: 2006/07
- Обладатель Суперкубка России: 2005
- Обладатель Кубка Содружества: 2005

Спартак (Москва)
- Серебряный призёр чемпионата России: 2012

Тракай
- Бронзовый призёр чемпионата Литвы: 2017

Личные
- В списках 33 лучших футболистов чемпионата России (4): № 2 (2005, 2006, 2007), № 3 (2008)
- Лучший молодой футболист чемпионата России (лауреат премии «Первая пятёрка»): 2004
- Лучший игрок месяца в «Эвертоне»: октябрь 2009
- Игрок года в «Локомотиве»: 2006